# Fra-foa
fra-foa (jap. フラホア) es una banda denominadas por los mismos integrantes como Hard Rock Dramático, con todos sus integrantes provenientes de la Universidad Tohoku de la ciudad de Sendai, Japón.
La banda se formó originalmente en 1998, pero no debutaron en la industria hasta dos años más tarde, en el 2000, antes solo se presentaban en vivo, aunque grabaron algunos demos buscando un contrato con algún sello. Estando activos desde este tiempo, la banda tuvo que detenerse un poco tras el casamiento y posterior embarazo de la vocalista Chisako Mikami en el 2004, y posteriormente se separaron el 14 de mayo del 2005 realizando una última presentación en vivo. Actualmente todos los miembros de la banda siguen trabajando en solitario.
El nombre fra-foa en sí no tiene ningún significado. La vocalista Chisako bautizó de esta forma a la banda, e inventó esta palabra, porque la pronunciación de esta representa el sentimiento de flotar o la imagen de liberación.

## Integrantes
- Chisako Mikami (三上 ちさ子 Mikami Chisako?) (14 de agosto) - vocalista
- Seiji Takahashi (高橋 誠二 Takahashi Seiji?) (6 de enero) - guitarra
- Manabu Hiratsuka (平塚 学 Hiratsuka Manabu?) (21 de julio) - bajo
- Koji Sasaki (佐々木 康治 Sasaki Kōji?) (7 de mayo) - batería

## Biografía
La banda se formó originalmente en abril de 1998 en una ciudad a 300 kilómetros del norte de Tokio, conocida como Sendai. Comenzaron tocando en varios lugares de bajo perfil, y grabaron algunos demos para enviar a distintos sellos disqueros para lograr grabar algo de material más especializado. Finalmente lograron un contrato con el sello Toy's Factory en el 2000, el cual es conocido por llevar a cantantes desconocidos de los suburbios a un nivel algo más elevado. Ya en mayo del mismo año lanzaban su primer sencillo titulado "Tsuki to Sabaku" (La luna y el desierto), el cual los dio a conocer a nivel nacional en la escena del rock, y su primer álbum de estudio "Chuu no Fuchi" (Profundidades del Universo) en febrero del 2001. 
Poco después del lanzamiento del segundo álbum de la banda titulado "13 leaves", en diciembre del 2003 Chisako anunciaba que se casaba, y que también estaba esperando su primer hijo. En este lapso en que fra-froa tuvo que dejar de trabajar, ya que Chisako era el principal soporte de la banda, su contrato con Toy's Factory llegó a su fin, por lo que quedaban ya sin sello. Cuando Mikami pudo nuevamente unirse a sus compañeros, ya no pudieron lanzar ningún otro trabajo debido a la ausencia de un sello que los respaldara, pero a la joven cantante le fue ofrecida una oferta por parte ed Universal Music, pero para una carrera en solitario, contrato que la cantante aceptó.
El último concierto de la banda, "Sumi Wataru Sora, Sono Muko ni...", fue el que dio fin a la historia de fra-foa, y aunque actualmente todos están trabajando por separado. Chisako Mikami actualmente es cantante solista bajo Universal Music, Takahashi se unió a la banda N.E.S. en el 2002, Hiratsuka toca actualmente con Wreep, y por último Sasaki está actualmente con Uragaese Orewo.

## Discografía

### Sencillos
1. Tsuki to Sabaku (月と砂漠?) (24 de mayo de 2000)
2. Aojiroi Tsuki (青白い月?) (23 de agosto de 2000)
3. Sumi Wataru Sora, Sono Muko ni Boku ga Mita Mono. (澄み渡る空、その向こうに僕が見たもの。?) (1 de noviembre de 2000)
4. Chiisa na Hikari (小さなひかり?)。(16 de mayo de 2001)
5. Kirameyuku Mono (煌め逝くもの?) (12 de diciembre de 2001)
6. Kienai Yoru ni (消えない夜に?) (21 de agosto de 2002)

### Álbumes
1. Chuu no Fuchi (宙の淵?) (21 de febrero de 2001)
2. 13 leaves (19 de septiembre de 2002)

## DVD
- Live & Clips (28 de septiembre de 2004)
- Sumi Wataru Sora, Sono Muko ni... (スミワタル空、ソノムコウニ...?) (14 de mayo de 2005)